# HD 140283
HD 140283は、地球から見ててんびん座の方向に約200光年離れた位置にある恒星である。その極めて少ない金属量から、宇宙の年齢(145 ± 8億年)に匹敵するか、宇宙そのものより歴史が古いと考えられている天体として知られる。

## 物理的特徴と年齢
ウィルソン山天文台にある世界最大級の光赤外干渉計「CHARA」を使った2018年の研究では、表面温度は太陽 (5772 K)に比べてわずかに高い5787K、半径は太陽の2.04倍、光度は4.82倍程度と推測されている。
HD 140283は固有運動が非常に大きいため、元々天の川銀河に属していた天体ではなく、天の川銀河に吸収された矮小銀河で誕生したものと考えられている。
HD 140283は、鉄と水素の存在比 ([Fe/H]) で表される金属量が-2.40（太陽の約0.4％）と低い値を持つ低金属星である。微量ながらも金属を含んでいるため、種族III(宇宙最初期のビッグバン原子核合成で生成される水素とヘリウムのみで構成され、金属を全く含んでいない)の恒星には該当せず、種族II(既に別の恒星が超新星爆発を起こし、それによって生じた重元素で「汚染」されている)に分類される。年齢は136億6000万年から152億6000万年と推定されている。これは不確かさが大きいものの、それまでで最も古い恒星であったHE 1523-0901の132億年より古い。これはプランクの観測結果から推定される宇宙の年齢（137.99 ± 0.21億年）と矛盾する可能性がある。また年齢ではなく時代で考えると、133億6000万年前の天体であるUDFj-39546284や、133億年前の天体であるMACS0647-JDと比べても古い。NASAは「メトシェラ星 (Methuselah star)」というあだ名で呼んでおり、これは旧約聖書で最も長寿な人物であるメトシェラに因んでいる。
HD 140283の年齢は、恒星に含まれる金属量と表面温度の値からまず144億6000万年とされた。それのみでの不確かさは3億1000万年である。更にいくつかの値の不確かさを導入すると、年齢の不確かさは8億0000万年となった。不確かさの値が大きくなったのは、特に酸素量の不確かさに起因する。これらの値は、2000年の段階で算出された「少なくとも140億年であり最大でも160億年」という年齢や、2002年の段階で算出された「120億年から150億年」という年齢よりも改善されている。
| 要素                 | 値             | 不確かさ （億年） |
| -------------------- | -------------- | ----------------- |
| 年周視差 (mas/年)    | 17.15 ± 0.14   | ±2.1              |
| 視等級 (等級)        | 7.205 ± 0.02   | ±2.3              |
| E(B - V)             | 0.000 ± 0.002  | ±0.6              |
| 表面温度 (K)         | 5777 ± 55      | ±3.5              |
| 金属量 [Fe/H]        | -2.40 ± 0.10   | ±1.0              |
| 酸素量 [O/H]         | -1.67 ± 0.15   | ±6.1              |
| 窒素量 (solar log N) | 8.69 ± 0.05    | ±2.0              |
| 合計の不確かさ       | 合計の不確かさ | ±8.0              |

HD 140283の年齢は更に不確かさを引き下げる事が可能である。特に酸素の量が予想より高いため、宇宙に存在する酸素の量と比較すれば、HD 140283の年齢を引き下げ、恐らく宇宙の年齢以下にすることが可能である。